# Staffan Hallerstam
Alf Gunnar Staffan Hallerstam (født 21. maj 1957 i Stockholm) er en svensk skuespiller og læge.

## Liv og karriere
Staffan Hallerstam begyndte sin karriere som barneskuespiller og medvirkede i en række tv-serier for børn i løbet af 1960'erne og 1970'erne. Han gik på Statens scenskola fra 1978 til 1981, hvor han var klassekammerat med blandt andre Sissela Kyle og Peter Stormare.
Da Hallerstam blev voksen, medvirkede han i forskellige teaterforestillinger, blandt andet på Vasateateret og Fria Teatern i Stockholm. Senere blev Hallerstam uddannet som læge ved Karolinska Institutet, som han gik på fra 1987 til 1994. Han har sidenhen kombineret lægefaget med stemmeskuespil.

## Privatliv
Hallerstam er gift og har to børn, deriblandt Leo Hallerstam (født 1986), der også er skuespiller.

## Udvalgt filmografi
- Teater för pojkar och flickor (tv-serie, 1966)
- Kullamannen (tv-serie, 1967)
- Pippi Langstrømpe (tv-serie, 1969)
- Kråkguldet (tv-serie, 1969)
- Pippi Langstrømpe på de syv have (1970)
- Berøringen (1971, ukrediteret)
- Verdens bedste Karlsson (1974)
- Höjdhoppar'n (1981)
- Operation Leo (1981)
- Zoombie (tv-serie, 1982)
- Än sen då?! (kortfilm, 1986)
- De tre venner og Jerry (animeret tv-serie, 1999)